# Chvalíkovice
Chvalíkovice är en ort i Tjeckien. Den ligger i den östra delen av landet, 250 km öster om huvudstaden Prag. Chvalíkovice ligger 297 meter över havet och antalet invånare är 680.
Terrängen runt Chvalíkovice är platt åt nordost, men åt sydväst är den kuperad. Runt Chvalíkovice är det ganska tätbefolkat, med 124 invånare per kvadratkilometer. Närmaste större samhälle är Opava, 5,9 km norr om Chvalíkovice. I omgivningarna runt Chvalíkovice växer i huvudsak blandskog.